# Иодистоводородная кислота
Иодистоводородная кислота — раствор иодистого водорода в воде, является сильной кислотой (pKа = −11). Соли иодоводородной кислоты называются иодидами.

## Физические свойства
Бесцветная жидкость с резким запахом. На свету желтеет или буреет.
45%-ная йодоводородная кислота имеет плотность 1,4765 г/см³.

## Химические свойства
В 100 граммах воды при нормальном давлении и 20 °C растворяется 132 грамм HI, а при 100 °C — 177 г.
Окисляется с выделением иода.

## Примеры солей
- Дииодид-оксид протактиния
- Дииодотетракарбонилрутений
- Дииодсилан
- Диоксииодид ниобия(V)
- Дифторид-дииодид кремния
- Иодид железа(II,III)
- Иодид гексаамминкобальта(III)
- Иодид гексаамминникеля(II)
- Иодид-оксид нептуния
- Оксид-иодид лютеция
- Оксид-иодид плутония(III)
- Оксидииодид ниобия(IV)
- Трииодид-диантимонид тетрартути
- Трифторид-иодид кремния